# Zuzana Smierčáková
Zuzana Smerčiaková (ur. 5 listopada 1974 w Świcie) – słowacka narciarka, specjalistka narciarstwa dowolnego. Najlepszy wynik na mistrzostwach świata osiągnęła podczas mistrzostw w Iizuna, gdzie zajęła szóste miejsce w balecie narciarskim. Zajęła także 16. miejsce w tej samej konkurencji na igrzyskach olimpijskich w Albertville, jednak były to tylko zawody pokazowe. Najlepsze wyniki w Pucharze Świata osiągnęła w sezonie 1997/1998, kiedy to zajęła 15. miejsce w klasyfikacji generalnej, a w klasyfikacji baletu była szósta.
W 1999 r. zakończyła karierę.

## Osiągnięcia

### Mistrzostwa świata
| Miejsce | Dzień    | Rok  | Miejscowość | Konkurencja      | Zwyciężczyni       |
| ------- | -------- | ---- | ----------- | ---------------- | ------------------ |
| 20.     | 12 marca | 1993 | Altenmarkt  | Balet narciarski | Ellen Breen        |
| 6.      | 7 lutego | 1997 | Iizuna      | Balet narciarski | Oksana Kuszczenko  |
| 7.      | 11 marca | 1999 | Meiringen   | Balet narciarski | Natalja Razumowska |

### Puchar Świata

#### Miejsca w klasyfikacji generalnej
- sezon 1991/1992: 61.
- sezon 1992/1993: 60.
- sezon 1993/1994: 75.
- sezon 1994/1995: 88.
- sezon 1995/1996: 63.
- sezon 1996/1997: 40.
- sezon 1997/1998: 15.
- sezon 1998/1999: –

#### Miejsca na podium
1. Whistler Blackcomb – 23 stycznia 1998 (balet) – 3. miejsce